# Heinrich Kaspar von Wedel
Heinrich Kaspar von Wedel (* 30. April 1778 in Silligsdorf; † 17. Januar 1858 in Voßberg, Kreis Saatzig) war ein deutscher Offizier. Er war preußischer Major und Ritter des Ordens Pour le Mérite.

## Leben

### Familie
Er war ein Angehöriger des uradligen, seit dem 13. Jahrhundert in Hinterpommern ansässigen, Adelsgeschlechts von Wedel. Sein Vater Caspar Otto von Wedel war Erbherr auf Voßberg, sein Großvater Ewald Joachim von Wedel  (* 1676; † 1750) war Erbherr auf Voßberg und Mellen und Präsident des Hofgerichts Stettin.
Wedel war zweimal verheiratet und zwar zunächst in kinderloser Ehe mit Eleonore von Kleist, die bereits 1799 im ersten Jahr ihrer Ehe starb. 1814 heiratete er dann Johanna von Sobbe (1789–1851). Aus dieser Ehe gingen fünf Söhne hervor.

### Militärkarriere
Wedel trat, der Familientradition folgend, in die Preußische Armee als Offizieranwärter ein. Er nahm als Kavallerieoffizier am Krieg 1806/07 teil. 1807 gehörte er als Premierlieutenant dem Schillschen Freikorps an, nachdem er vorher im Regiment „von Pirch“ gedient hatte. Im Schillschen Freikorps zeichnete er sich besonders bei der Verteidigung der Festung Kolberg aus, so dass ihm König Friedrich Wilhelm III. am 21. April 1807 mit dem Orden Pour le Mérite belohnte. Über das Gefecht, das zur Auszeichnung mit diesem Orden führte, berichtet sein Kommandeur Ferdinand von Schill 1808 der vom König eingesetzten Immediat-Untersuchungs-Kommission, die das Verhalten aller preußischen Offiziere während des gegen Frankreich verlorenen Krieges untersuchen sollte, wie folgt:   
„.... Affaire vom 5.(richtig wäre 3.) April.....Außer der Infanterie, die sich bei der geworfenen feindlichen Kavallerie befand, marschierte noch ein anderer starker Trupp derselben unten längs dem Strande; daher gleich bei dessen Anrücken der Lieutenant v. Wedel mit 20 Mann....abging....um zu verhindern, daß dieser Teil der feindlichen Infanterie die Eskadron ....nicht in den Rücken nehmen möchte. Der p. von Wedel verfehlte nicht, ..... seinerseits den hier am Strande befindlichen anzugreifen, wodurch dieser gezwungen wurde, sich zur See zu retirieren, wo viele ertranken ....“
Wedel blieb daraufhin in der Armee und stieg weiter auf, bis er als Major seinen Abschied nahm und sich auf sein Gut Voßberg im Kreis Saatzig zurückzog. Das Gut verkaufte er 1852 an seinen Sohn.